# Nectopsyche candida
Nectopsyche candida är en nattsländeart som först beskrevs av Hagen 1861.  Nectopsyche candida ingår i släktet Nectopsyche och familjen långhornssländor. Inga underarter finns listade i Catalogue of Life.